# Мамедов, Джабраил Ибрагим оглы
Джабраил Ибрагим оглы Мамедов - советский хозяйственный, государственный и политический деятель.

## Биография
Родился в 1910 году в селе Яйджи. Член ВКП(б) с 1939 года.
С 1934 года - на хозяйственной, общественной и политической работе. В 1934-1952 гг. — агротехник Агджабединской машинно-тракторной станции, директор школы села Яйджи Джульфинского района, заведующий Джульфинским районным отделом народного образования, участник Великой Отечественной войны, ранен, секретарь Джульфинского районного комитета КП(б) Азербайджана, председатель Президиума Верховного Совета Нахичеванской АССР.
Избирался депутатом Верховного Совета СССР 2-го и 3-го созывов.
Умер в 1976 году.